# Anonym.OS
Anonym.OS este o distribuție Linux pe un LiveCD (un CD de pe care poate fi pornit [în engleză: boot] un sistem de operare), incluzând unelte de încriptare și anonimizare a navigării pe Internet. Sistemul de operare inițial a fost OpenBSD 3.8, căruia i s-au adăugat numeroase aplicații. Distribuția Anonym.OS folosește interfața grafică Fluxbox.